# Dálnice A6 (Lucembursko)
Dálnice A6, francouzsky Autoroute 6, zkráceně A6, známá také jako Arlonská dálnice (francouzsky Autoroute d'Arlon) je 20,791 kilometrů dlouhá lucemburská dálnice. Spojuje hlavní město Lucemburk na jihu s městem Kleinbettingen na západě země. V Kleinbettingenu dosahuje dálnice belgické hranice. Zde se napojuje na belgickou dálnici A4 vedoucí přes Arlon a Namur do Bruselu.
A6 je součástí evropské silnice E25, která vede z Hook of Holland v Nizozemsku do italského Palerma.
Celá dálnice A6 byla zprovozněna postupně ve třech etapách:
- 1976: Croix de Cessange – Strassen
- 1978: Croix de Gasperich – Croix de Cessange
- 1982: Strassen –   v Kleinbettingenu[1]

## Trasa
| Křižovatky a stavby |                         |            |
| Belgie              | Státní hranice s Belgií | Dálnice A4 |
| (J1)                | Steinfort               |            |
| /                   | Capellen services       |            |
| (J2)                | Mamer                   |            |
| (J3)                | Bridel                  |            |
| (J4)                | Strassen                |            |
| (J5)                | Helfent                 |            |
| Křižovatka          | Croix de Cessange       | Dálnice A4 |
| Křižovatka          | Croix de Gasperich      | Dálnice A3 |